# Hudson Hoagland
Hudson Hoagland (ur. 5 grudnia 1899 w Rockaway, zm. 4 marca 1982 w Southboro) – amerykański psycholog, neuroendokrynolog, wykładowca Clark University, założyciel Worcester Foundation for Experimental Biology.

## Życiorys
W 1921 otrzymał stopień bakałarza na Columbia University. W 1924 zdobył tytuł M.A. na MIT. W 1927 uzyskał doktorat z psychologii na Harvardzie. Wykładał na Harvardzie, Cambridge i Clark University. W latach 30. pracował w Worcester State Hospital. Był pionierem wykorzystania elektroencefalografu w Stanach Zjednoczonych. W 1944 wraz z Gregorym Pincusem założył w miejscowości Shrewsbury Worcester Foundation for Experimental Biology, niezależne centrum badawcze zajmujące się przede wszystkim biologią i medycyną, m.in. badaniami nad nowotworem. On i inni pracownicy fundacji (Pincus oraz Min-Cheuh Chang) opracowali pierwszą zaakceptowaną przez FDA tabletkę antykoncepcyjną. Hoagland był prezesem fundacji do przejścia na emeryturę w 1970. W latach 1961–1964 był prezesem American Academy of Arts and Sciences. Od 1967 do 1968 przewodniczył Society of Biological Psychiatry. Był jednym z organizatorów Conference of Science, Philosophy and Religion. W 1965 American Humanist Association przyznało mu nagrodę "Humanist of the Year".
W 1985 dla jego uhonorowania założone zostało Hudson Hoagland Society, stowarzyszenie mające za cel promocję i wspieranie nauki.
W 1920 ożenił się; miał czworo dzieci. Najstarszy z czwórki, Mahlon Bush Hoagland, był naukowcem i współodkrywcą tRNA.